# Charles McGinnis
Charles English McGinnis (4 ottobre 1906 – 29 aprile 1995) è stato un astista statunitense.

## Palmarès

### Olimpiadi
- Bronzo a Amsterdam 1928 nel salto con l'asta.